# Pietro Cataldi

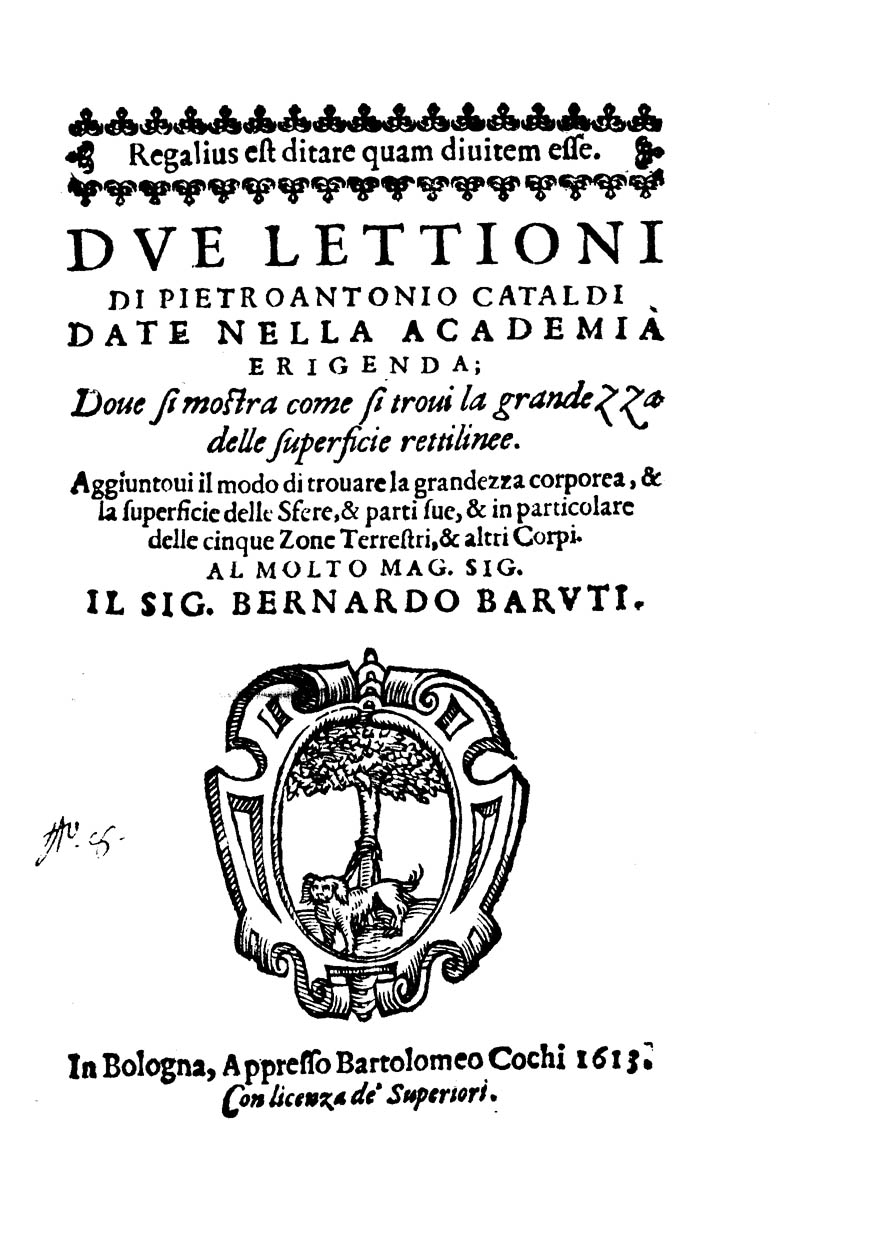
Due lettioni, 1613

Pietro Antonio Cataldi (Bologna, 15 april 1548 - aldaar, 11 februari 1626) was een Italiaans wiskundige.

## Leven
Hoewel hij geboren is in Bologna lijkt hij niet te hebben gestudeerd aan de Universiteit van Bologna. In 1569, hij was toen een-en-twintig, begon hij wiskundeles te geven aan de "Academie van Schone Kunsten" in Florence. In 1570 verkaste hij naar Perugia, waar hij eerst aan de Universiteit van Perugia en vanaf 1572 aan de plaatselijke kunstacademie lesgaf. In 1584 keerde hij terug naar Bologna, waar hij eerst waarschijnlijk aan de kunstacademie lesgaf. Vanaf 1596 gaf hij les in zowel de wiskunde als de astronomie aan de universiteit van Bologna, waaraan hij tot zijn dood verbonden zou blijven. Gedurende de laatste jaren van zijn leven probeerde hij tevergeefs om een wiskundige academie van de grond te krijgen. Een deel van zijn erfenis stelde hij voor dit doel ter beschikking.

## Werk
Het is bekend voor zijn bijdragen aan de berekening van vierkantswortels door gebruik te maken van rekenkundige reeksen, waarbij hij aansloot op eerder werk door Rafael Bombelli.
Hij ontdekte in 1588 de zesde en zevende Mersenne-priemgetallen. Gedurende 184 jaar, totdat Leonhard Euler in 1772 het achtste Mersenne-priemgetal, 231−1, ontdekte had Cataldi het record voor het grootst bekende priemgetal in handen.
Ook in 1588 ontdekte hij het zesde en zevende (8.589.869.056 en 137.438.691.328) perfecte getal.
Zijn werk op het gebied van algebraïsche technieken bleek ook toepassingen te kennen op het militaire vlak.
In 1603 publiceerde hij een verhandeling, waarin hij ten onrechte dacht het parallellenpostulaat (het vijfde postulaat van Euclides) te hebben bewezen.
In 1613 publiceerde Pietro Cataldi een boek, waarin voor het eerst sprake is van kettingbreuken en meer speciaal een methode voor hun weergave (trattato del modo brevissimo ..).